# Kolumbienguan

Verbreitungsgebiet des Kolumbienguans

Der Kolumbienguan (Ortalis columbiana) ist eine Vogelart aus der Ordnung der Hühnervögel (Galliformes).
Die Art wurde früher als Unterart (Ssp.) des Tüpfelguans (O. guttata) angesehen.
Der Vogel ist endemisch in Kolumbien in den Tälern des Valle del Cauca und des Río Magdalena.
Der Lebensraum umfasst feuchte Laubwälder, Waldränder, Galeriewald, Weideflächen sowie busch- und baumbestandene Flächen an den Hängen der zentralen Andentäler von bis 2000 m Höhe.
Der Artzusatz bezieht sich auf Kolumbien.

## Merkmale
Die Art ist mit 45–60 cm ziemlich groß und wiegt 500–600 g.
Das Gefieder ist überwiegend grau-braun, an Kehle und Brust weiß gesprenkelt, hat einen kleinen roten Kehllappen und rotbraune äußere Steuerfedern. Schwanz und Hals sind lang, die Beine sind stämmig. Rücken und Flügel sind braun. Stirn, Kopf und Nacken sowie die Brust sind grauer. Die Unterseite ist heller braun, die Flanken und Unterschwanzdecken haben mehr rotbraun.
Die Iris ist dunkelbraun, ein schmaler unbefiederter Bereich um die Augen ist schiefergrau. Der Schnabel ist an der Basis grau, wird zur Spitze hin heller, der Oberschnabel ist dunkler. Die Geschlechter unterscheiden sich nicht.
Die Art unterscheidet sich vom Tüpfelguan durch die ausgedehntere geschuppte Zeichnung sowie durch einen völlig anderen Lebensraum.

## Geografische Variation
Die Art ist monotypisch.
Die 1914 von F. M. Chapman vorgeschlagene Abgrenzung einer Unterart Ortalis columbiana caucae konnte sich nicht durchsetzen.

## Stimme
Die oft als Gruppe im Chor erfolgenden Lautäußerungen bestehen aus einem beginnendem „cha“, an das sich nach kurzer Pause ein längeres „Chachalaca“ anschließt.

## Lebensweise
Die Art ist vermutlich ein Standvogel.
Die Nahrung besteht aus Früchten und Blättern, die von Ast zu Ast oder Baum zu Baum fliegend gesucht werden.
Die Brutzeit liegt vermutlich zwischen Dezember und Februar. Das Gelege besteht aus 3–4 weißen oder cremefarbenen Eiern, die vom Weibchen über 24–26 Tage bebrütet werden.

## Gefährdungssituation
Der Bestand gilt als „nicht gefährdet“ (Least Concern).